# Veselohra na mostě (Martinů)
Veselohra na mostě ((anglicky) Comedy on the Bridge, (německy) Komödie auf der Brücke, (francouzsky) La comédie sur le pont), H. 247, je jednoaktová opera Bohuslava Martinů, složená v roce 1935 na objednávku Československého rozhlasu. Libreto napsal sám skladatel na námět stejnojmenné divadelní komedie Václava Klimenta Klicpery.

## Vznik
Československý rozhlas, respektive ředitel jeho hudebního vysílání skladatel Karel Boleslav Jirák, objednal u Bohuslava Martinů počátkem roku 1935 dvě jednoaktové opery. Martinů objednávku přijal především z finančních důvodů. Poté, co dokončil první z nich (Hlas lesa na libreto Vítězslava Nezvala) první jednoaktovou rozhlasovou operu. Martinů hledal další vhodný námět, pokud možno kontrastní, a během prázdninového pobytu v Poličce se mu dostalo do rukou staré vydání Klicperových her. Na námět jedné z nich – Veselohra na mostě – si sám napsal libreto. Při adaptaci ponechal text téměř beze změny, jen některé opakující se dialogy zkrátil a upravil závěr – v činoherní podobě akcentovaný příchodem komparsistů – do hudební podoby (vojenský pochod).
Jeho cílem bylo v návaznosti na tradice českého divadla oživit jeden ze zapomínaných žánrů, komedii dell'arte. Krátké dílo si vybral proto, že mohlo dosáhnout lepšího účinku v rozhlase než na divadle: „Její divadelní provedení pro její krátkost jsou dosti obtížná a působí spíše jako hezká vzpomínka, kdežto úprava pro rádio může z této výborné veselohry znovu mnoho získat.“ Navíc měl v úmyslu využít zvukové efekty rozhlasu: podle jeho poznámek je „začátek mostu a nepřátelská stráž blízko milenců. Druhý konec mostu se stráží (a bitvou na konci jednání) je od mikrofonu vzdálen. Vzniká akustická distance, již možno dobře využitkovat…“.
Přitom však Martinů neztrácel ze zřetele použitelnost díla pro malá divadla, dokonce se později vyjádřil, že tato opera není pro rozhlas vhodná. Operu psal během podzimu v Paříži a dokončil ji 10. prosince 1935.
Martinů nabízel vydání opery na počátku 50. let 20. století československým vydavatelstvím, ta však neprojevila zájem a dílo nakonec vydalo roku 1951 londýnské nakladatelství Boosey & Hawkes. To spravuje dosud autorská práva k opeře pro celý svět s výjimkou České republiky a Slovenska, kde je zastupuje DILIA. Roku 1952 vydal Martinů v témže nakladatelství i „Malou svitu z opery Veselohra na mostě“ pro komorní orchestr, kterou napsal již roku 1935 a revidoval roku 1951.

## Inscenační historie
Operu poprvé uvedl Československý rozhlas 18. března 1937 v nastudování dirigenta Otakara Jeremiáše.
Scénicky byla provedena poprvé 9. ledna 1948 ve Státním divadle v Ostravě, dirigoval František Jílek. Následovala uvedení v Brně (27. listopadu 1948) a Plzni (23. září 1950). V napjaté době vrcholných 50. let 20. století se opera skladatele žijícího v emigraci nehrála, vrátila se však na konci této dekády a od té doby ji vcelku pravidelně uvádějí standardní operní divadla (Ústí nad Labem 1959, 1986, 2009, Brno 1960, 1987, Praha Národní divadlo 1961, 1975, Liberec 1962, 1978, Plzeň 1964, 1981, České Budějovice 1975, 1993, Opava 1976, Ostrava 1978, Olomouc 1986), často ale také hudební školy: Akademie múzických umění v Praze (1958, 1970, 1978, 1998, 2008) a Janáčkova akademie múzických umění v Brně (1970, 1980).
Světový ohlas získala po inscenaci v New Yorku, v podání Mannes School of Music v prostorách na Hunter College 28. května 1951, a to v anglickém překladu Waltera Schmolky za přítomnosti autora. Pro Martinů to bylo poprvé, co tuto operu viděl na jevišti, a napsal o tom: „[…] mělo to ohromný úspěch […] je to opravdu veliký rozdíl mezi rádiem a vidět to skutečně hrát na scéně […] Je to české, lidové, prosté, neformální a zdá se, že to lidem něco říká.“ Kruh newyorských hudebních kritiků vyhlásil Veselohru na mostě nejlepší operou roku.
V září téhož roku byla uvedena na festivalu v Benátkách. Následovaly rychle další inscenace po celém světě: finskou premiéru měla Veselohra na mostě v Helsinkách v květnu 1952, německou v Hagenu a ve Wiesbadenu v září 1952, norskou v Oslu v prosinci téhož roku, švýcarskou v Curychu roku 1952, švédskou v Göteborgu v listopadu 1953, argentinskou v Buenos Aires v únoru 1954, rakouskou v Salcburku roku 1955, belgickou v Bruselu v říjnu 1956, britskou v Londýně (Royal Academy of Music) v únoru 1958 atd.
Pro svou inscenační nenáročnost i hudební přitažlivost (ale i proto, že její partitura je dostupná u velkého mezinárodního nakladatelství) se stala především oblíbeným kusem vysokých škol, zejména ve Spojených státech amerických, a je označována za „klasiku v oboru komorní opery“. Je nejhranější operou Bohuslava Martinů.
Veselohra na mostě se zpravidla hraje v překladech: vedle původního Schmolkova jsou to například německý překlad Ernsta Rotha nebo francouzský Bronislawa Horowicze. Novou, volnější adaptaci textu v angličtině vytvořil významný americký dramatik Tony Kushner v roce 2003 pro Chicago Opera Theatre; v kombinaci s jeho adaptací Brundibára od Hanse Krásy a s dekoracemi Maurice Sendaka měla tato úprava, zejména od uvedení v New Victory Theater v New Yorku roku 2006, značný úspěch a byla provozována na různých místech Spojených států.
Vedle rozhlasových a divadelních provedení byla opera inscenována častokrát i v televizi. Československá televize pořídila inscenace roku 1959 a roku 1980, vždy na základě rozhlasové nahrávky. Původní televizní film ve spolupráci s ní pořídila v roce 1968 TV Ljubljana.

## Osoby
| Popelka, venkovská dívka  | soprán       |
| Sykoš, rybář, její ženich | baryton      |
| Bedroň, chmelař           | bas          |
| Eva, jeho žena            | alt          |
| Učitel                    | tenor        |
| Přátelská stráž           | mluvená role |
| Nepřátelská stráž         | mluvená role |
| Přátelský důstojník       | mluvená role |

## Děj opery
Uprostřed krajiny je prudká řeka a přes ni široký most. Je válka a na jedné straně stojí stráž přátelské armády, na druhé straně stráž nepřátelské armády.
Z nepřátelské strany přichází Popelka. Na základě průvodního listu je vpuštěna na most. Přátelský strážný ji ale nechce pustit z mostu na druhou stranu. Popelka se rozhodne vrátit zpět, ale nepřátelský strážný ji rovněž nechce pustit z mostu, neboť průvodní list jí dovoloval vstup na most, ale nikoliv výstup z mostu zpět. Popelka si zoufá, protože ji jistě bude hledat její žárlivý ženich Sykoš, se kterým mají mít za čtyři týdny svatbu.
Z přátelské strany přichází chmelař Bedroň. Je vpuštěn na most, ale není mu dovoleno most opustit. Rozmlouvá s Popelkou, ale ani jeden z nich nechce prozradit pravý důvod návštěvy na druhé straně mostu.
Objevuje se Sykoš a ztropí své nevěstě žárlivý výstup. Z druhé strany přichází Bedroňova manželka Eva a rovněž podezírá manžela z nevěry. Ani jeden z nařčených nechce prozradit pravý důvod své návštěvy na druhé straně. Sykoš se rozhodne zrušit zasnoubení a Eva chce podat na svého manžela žalobu. Tu přichází na most pan učitel. I on je vpuštěn, ale není mu dovoleno most opustit. Eva i Sykoš se na něj obracejí se svými žádostmi. Učitel ale hledá důstojníka, který mu dal hádanku, na kterou nemůže najít odpověď: jelen je v oboře, zeď kolem obory je vysoká a není v ní žádná brána, žádná díra ani žádná strouha. Kudy jelen uteče?
Náhle začne kanonáda. Ani to neoblomí stráže k tomu, aby osoby na mostě propustily. V této těžké situaci, kdy nad hlavami létají kule, se Popelka přiznává, že byla hledat tělo svého padlého bratra. Našla jej, ale bez hlavy. Tělo vlastníma rukama pohřbila. Bedroň se přiznává, že byl prozradit velitelům přátelské armády, jak vyzrát na nepřítele. Oba žárlivé páry se smíří a odpustí si. Pouze pan učitel stále blouzní o své hádance.
Kanonáda ustane a u mostu se objeví důstojník přátelské armády a propouští uvězněné z mostu, neboť tudy potáhne armáda. Potvrzuje slova Popelčina a oznamuje jí, že její bratr ve skutečnosti žije, že pohřbila mrtvolu jiného. Potvrzuje i slova Bedroňova. Panu učiteli prozradí řešení hádanky: jelen nemůže utéci nikudy! Teprve teď je možno volat "Vítězství!"

## Instrumentace
Flétna (=pikola), klarinet, hoboj, fagot, dva lesní rohy, trubka, pozoun, tympány, bicí souprava: cimbál, triangl, velký buben, vířivý buben, klavír, smyčcové nástroje (housle, violy, violoncella, kontrabasy).

## Nahrávky
- Supraphon 1973 (vydáno: 1994 CD 11 2140-2 611) zpívají a hrají: (Popelka) Jarmila Krátká, (Sykoš) René Tuček, (Bedroň) Richard Novák, (Eva) Anna Barová, (Učitel) Vladimír Krejčík, (přátelská stráž) Jan Hladík, (nepřátelská stráž) Jaroslav Dufek, (přátelský důstojník) Bohumír Kurfürst, komorní orchestr Janáčkovy opery v Brně, dirigent: František Jílek.